# Cardeñosa de Volpejera
Cardeñosa de Volpejera is een gemeente in de Spaanse provincie Palencia in de regio Castilië en León met een oppervlakte van 13,70 km². Cardeñosa de Volpejera telt 44 inwoners (1 januari 2016).

## Demografische ontwikkeling
Bron: INE, 1857-2011: volkstellingen